# Шалон (Дром)
Шалон (фр. Chalon) насеље је и општина у источној Француској у региону Рона-Алпи, у департману Дром која припада префектури Валанс.
По подацима из 2011. године у општини је живело 218 становника, а густина насељености је износила 26,01 становника/km². Општина се простире на површини од 8,38 km². Налази се на средњој надморској висини од 494 метара (максималној 485 m, а минималној 277 m).

## Демографија
| 1962. | 1968. | 1975. | 1982. | 1990. | 1999. | 2011. |
| ----- | ----- | ----- | ----- | ----- | ----- | ----- |
| 135   | 138   | 129   | 132   | 147   | 157   | 218   |

График промене броја становника у току последњих година